# Phalces brevis
Phalces brevis är en insektsart som först beskrevs av Hermann Burmeister 1838.  Phalces brevis ingår i släktet Phalces och familjen Bacillidae. Inga underarter finns listade i Catalogue of Life.